# Hannah Buckling
Hannah Buckling, född 3 juni 1992 i Sydney, är en australisk vattenpolospelare.
Buckling tog VM-silver i samband med världsmästerskapen i simsport 2013 i Barcelona.